# Milionia eutyches
Milionia eutyches är en fjärilsart som beskrevs av Louis Beethoven Prout 1924. Milionia eutyches ingår i släktet Milionia och familjen mätare. Inga underarter finns listade i Catalogue of Life.